# Жерновка (Черниговская область)
Жерновка (укр. Жернівка) — село в Коропском районе Черниговской области Украины. Население — 164 человека. Расположено на реке Жерновец.
Код КОАТУУ: 7422287802. Почтовый индекс: 16232. Телефонный код: +380 4656.

## Власть
Орган местного самоуправления — Райгородокский сельский совет. Почтовый адрес: 16232, Черниговская обл., Коропский р-н, с. Райгородок, ул. Административная, 11.